# التحقيق في مجزرة الخرطوم
التحقيق في مجزرة الخرطوم هو تحقيق رسمي في مذبحة الخرطوم التي جرت أطوارها في 3 يونيو 2019 وغيرها من انتهاكات حقوق الإنسان إبان الثورة السودانية، بموجب المادة 7 (16) من مسودة إعلان الدستور السوداني الصادرة في أغسطس 2019، والذي يغطي «الانتهاكات المرتكبة في 3 يونيو 2019، وكذلك الأحداث والحوادث التي ارتكبت فيها انتهاكات لحقوق وكرامة المواطنين المدنيين والعسكريين».
تم تأسيس لجنة للتحقيق في جريمة المذبحة والاغتصاب وغيرها من انتهاكات حقوق الإنسان، مكونة من رجال فقط برئاسة المحامي نبيل أديب. لكن «مبادرة لا لقهر النساء» احتجت على تكوين لجنة رجالية فقط.

## الخلفية
في 3 يونيو 2019، شهد السودان في سياق الثورة السودانية مجزرة القيادة العامة ضد المعتصمين المحتجين في مدينة الخرطوم. والتي أودت بحياة 118 مدنيًا واغتصاب 70 امرأة ورجل نسبت عمومًا إلى قوات الدعم السريع السودانية، تحت إشراف محمد حمدان دقلو. («الشهير باسم حميدتي»). تم توثيق حالات الاغتصاب باعتبارها حملة متعمدة «لكسر الفتيات» وفقًا لقناة فرنسا 24.
في أواخر يوليو 2019، تم الإعلان عن نتائج ثلاثة تحقيقات مختلفة.
في 27 يوليو، انتدب فتح الرحمن سعيد رئيسا للجنة التحقيق التي عينها النائب العام بناءً على طلب المجلس العسكري الانتقالي بغية التحقيق في المذبحة. خلالها قتل 87 شخصًا وأصيب 168 فردا اخر، ولم يتم ارتكاب أي اغتصاب ولم تُحرق خيمة. حيث صرح سعيد بأن فض الاعتصام قد أسفر عن قتل 87 شخصًا وإصابة 168 اخرين، ولم يتم ارتكاب أي اغتصاب ولم تُحرق خيمة. كما أضاف بأنه تم اتخاذ إجراءات قانونية ضد جرائم ضد الإنسانية ضد ثمانية من كبار ضباط الأمن لم تذكر أسماءهم. في المقابل اعتبر التقرير «فقيرًا ومعيبًا» من قبل مجموعات من المواطنين.
في 30 يوليو، أصدرت هيئة محامي دارفور تقريرها، قائلة إن ثمانية من ضحايا الاغتصاب يتلقون العلاج النفسي؛ فيما انتحر واحد في أم درمان نتيجة الاغتصاب؛ أجبرت إحدى ضحايا الاغتصاب من وصمة العار الاجتماعية على البحث عن منزل آخر لها ولعائلتها. ادعت هيئة محامي دارفور أن لديه «أدلة كافية» على مسؤولية المجلس العسكري الانتقالي عن المذبحة وأن «قرار حل الاعتصام» قد حدث في اجتماع ضم جميع أعضاء المجلس العسكري الانتقالي والنائب العام وقادة الشرطة ومديري الأمن.
تم إنشاء لجنة أخرى عن حزب الأمة الوطني بقيادة يوسف الأمين أفرزت تقريرا ثالثا.
ذكر الأمين أن الاعتصام تم حله في 30 يوليو، من قبل «قوة عسكرية كبيرة ترتدي زي قوات الدعم السريع وشرطة مكافحة الشغب» وأن المذبحة «متعمدة ومخطط لها». وذكر أن 47 من ضحايا المذبحة لقوا حتفهم في 3 يونيو، ومات ما مجموعه 124 من 3 إلى 20 يونيو. وأكد عمليات الاغتصاب ورمي الجثث في النيل وحرق الخيام.

## القيود القانونية
يشير مشروع الإعلان الدستوري الصادر في 4 أغسطس إلى تفعيل المادة 7 من موجب الفقرة 16. كعنصر من عناصر «ولاية الفترة الانتقالية»، التي تحدد مجال التطبيق بأنها «انتهاكات ارتكبت في 3 يونيو 2019، والأحداث والحوادث التي وقعت فيها انتهاكات تم احترام حقوق وكرامة المواطنين المدنيين والعسكريين». يتم إنشاء لجنة التحقيق بموجب«أمر» يضمن«أن تكون مستقلة وتتمتع بصلاحيات كاملة للتحقيق وتحديد الإطار الزمني لأنشطتها».
تمنح المادة 21 من مشروع الإعلان الدستوري الحصانة «الإجرائية» لأعضاء مجلس السيادة ومجلس الوزراء والمجلس التشريعي الانتقالي وحكام المقاطعات ورؤساء المناطق بموجب الفقرة 2 من المادة 21. تمنح المجلس التشريعي الانتقالي الحق في رفع تلك الحصانة بأغلبية بسيطة.

## اللجنة
في 21 سبتمبر 2019، قرر رئيس الوزراء عبد الله حمدوك إنشاء لجنة تحقيق رئيسية مؤلفة من سبعة محامين، بمن فيهم قاضي المحكمة العليا وممثلون عن وزارات العدل والدفاع والداخلية، شخصية وطنية واحدة واثنين من المحامين المستقلين.
يضمن القرار أن تعمل اللجنة بشكل مستقل عن أي هيئة حكومية أو قضائية أو قانونية أخرى. سيُطلب من اللجنة نشر تقرير يحتوي على النتائج التي توصلت إليها في غضون ثلاثة أشهر وقد تمدد ولايتها لمدة ثلاثة أشهر أخرى.
في 20 أكتوبر، عين حمدوك أعضاء اللجنة التي ضمت:
- المحامي نبيل أديب رئيسا للجنة
- عثمان محمد عثمان كمقرر
- صهيب عبد اللطيف كنائب للمقرر
- العقيد عصمت عبد الله محمد طه
- العقيد أحمد الطاهر النور بالإضافة إلى عضوين لم يذكر اسمهما.[5]

## الانتقادات
في 22 أكتوبر 2019، احتجت الطبيبة إحسان فاجري من «مبادرة لا لقهر النساء»، ضد الطبيعة الذكورية الخالصة للجنة. وصرحت أن النساء يجب أن يشاركن كأعضاء في اللجنة لأن العديد من النساء قُتلن أو اغتصبن أو ألقوا في النيل، فيما انتحرت ثلاث نساء تعرضن للاغتصاب بعد مذبحة الخرطوم.

## لجنة المفقودين
في 23 سبتمبر، أنشأ النائب العام عبد الله أحمد عبد الله لجنة من المدعين العامين و «ممثلي نقابة المحامين والشرطة وإدارة حقوق الإنسان بوزارة العدل ووحدة مكافحة العنف ضد المرأة» للتحقيق في حالات الاختفاء من الأشخاص الذين ظلوا في عداد المفقودين بعد مذبحة الخرطوم وتقديم تقرير في غضون شهرين.
في 14 سبتمبر، أدرجت مجموعة المواطنين «المفقودون» 21 شخصًا في عداد المفقودين.